# ロベルト・バルトコ
ロベルト・バルトコ（Robert Bartko、1975年12月23日- ）は、ドイツ・ポツダム（旧東ドイツ）出身の自転車競技選手。

## 経歴
20代の頃までは右記の通り、2000年シドニーオリンピックにおいて、個人、団体の追い抜き種目で金メダルを獲得した他、1999年、ベルリンで開催された世界自転車選手権でも両種目制覇を果たすなど、主として、タイムトライアル系種目で無類の強さを発揮。また、ロードレースにおいても度々、個人タイムトライアルで区間優勝を果たしたことがある。
オランダのラボバンクチームに在籍していた2004年まではロードレースとトラックレースの兼用選手であったが、2005年より、トラックレースを主体とした競技生活へと変わり、6日間レースへの出場機会が目立つようになった。6日間レースでは、ベルギーのイルヨ・カイセと組むケースが多く、2005年のブレーメンで初勝利を挙げて以降、現在通算7勝。内4勝がカイセとのコンビで挙げたものだが、現在6日間レースでは最強のペアであり、また共にスイス国籍である、ブルーノ・リシ＝フランコ・マルブリの最大のライバルと目されている。